# Palura albicinctalis
Palura albicinctalis là một loài bướm đêm trong họ Noctuidae.